# Cornelis Verwoerd
Cornelis (Kees, Cor) Verwoerd (Rotterdam, 10 februari 1913 - Gouda, 19 december 2000) was een Nederlandse plateelschilder, modelleur en keramist.

## Leven en werk
Verwoerd wordt in 1913 aan de Honingerdijk in Rotterdam geboren als zoon van veehandelaar en automonteur Leendert Verwoerd en Maria van der Hoeven. Op jonge leeftijd verhuist het gezin naar Gouda. Na de lagere school gaat hij werken als loopjongen bij de Firma A. Quant te Gouda. Niet lang daarna treedt hij als leerling schilder in dienst van de Plateelbakkerij Zuid-Holland aldaar. Hij is dan 14 jaar oud. Hij werkt daar tot december 1931 wanneer, na verschillende stakingen, de meeste schilders als gevolg van de Grote Depressie worden ontslagen. In 1934 treedt hij in dienst van Plateelbakkerij Zenith in Gouda waar hij werkt onder chef schilder Aart Stolk. Van 1937 tot de mobilisatie in 1939 werkt hij voor Plateelbakkerij Schoonhoven in Schoonhoven onder chef en artistiek leider Frans van Katwijk. Na de demobilisatie in 1940 keert hij terug naar Plateelbakkerij Zenith, aanvankelijk als plateelschilder en later als modelleur en chef van de modellenkamer.
In 1949 verlaat Verwoerd Plateelbakkerij Zenith en begint zijn eigen bedrijf "Keramiek Atelier C.Verwoerd." Mogelijk geïnspireerd door Frans van Katwijk specialiseert hij zich in de vervaardiging van handgeschilderde Delfts blauwe brocheplaatjes of “Delftse stenen” die worden toegepast in zilveren bijous. De brocheplaatjes zijn doorgaans gedecoreerd met een Delfts molenlandschap. Scheepjes en andere voorstellingen, zoals bijvoorbeeld landschapjes met palmbomen komen ook voor, maar zijn betrekkelijk zeldzaam. De voornaamste afnemers van de Delftse stenen zijn de Schoonhovense zilversmeden G.J. van den Bergh Jr en G.J. van den Bergh en Zn, en de Amsterdamse groothandel F. Eisner.

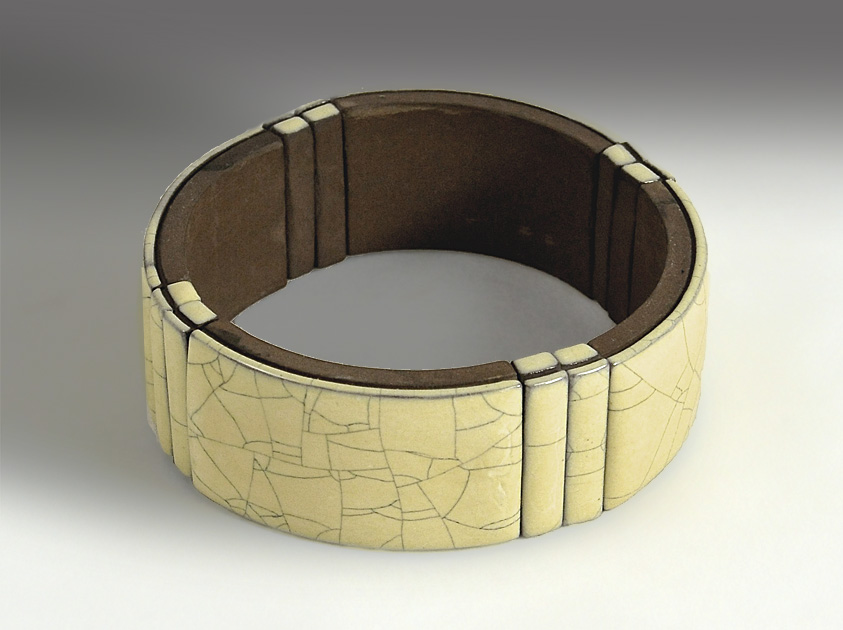
Verwoerd armband ivoor craquelé 1958

Na de oorlog zijn nog twee andere gespecialiseerde Goudse aardewerkfabriekjes op dit terrein actief. Het zijn Atelier Van Katwijk, opgericht door Frans van Katwijk in 1946, en Kunstatelier Porceletti, opgericht door Dick Olthuysen in het midden van de jaren 50. Deze twee bedrijven maken aanvankelijk ook handgeschilderde brocheplaatjes, maar nemen tegen het eind van de jaren 50 hun toevlucht tot zeefdruk technieken of transfers. Het Keramiek Atelier C.Verwoerd is vanaf dat moment tot 1976 wanneer het bedrijf zijn deuren sluit, de voornaamste producent van handgeschilderde Delftse stenen.
In de jaren 1957-58 ontwerpt Verwoerd in zijn Keramiekatelier een serie strakke, eigentijdse keramische bijous. Een in eigen beheer ontwikkeld procedé resulteert in naar het lichaam gevormde armbanden en colliers op basis van mangaanklei met glazuren in o.a. de kleuren wit, ivoor, geel, oranje en rood. Deze producten worden verkocht in enkele gespecialiseerde winkels in Nederland en België, w.o. Metz & Co in Amsterdam. Omdat de vervaardiging zeer arbeidsintensief is en in de praktijk niet valt te combineren met de grote vraag naar Delfts blauwe brocheplaatjes, stopt de productie na 1958 en blijven deze armbanden en colliers tamelijk uniek.

Cornelis Verwoerd trouwt op 15 november 1939 met Maria Peels, geboren op 19 december 1914 in Keulen (D). Hij overlijdt op 19 december 2000 in zijn woonplaats Gouda.